# Kazurō Watanabe
Kazurō Watanabe (jap. 渡辺和郎 Watanabe Kazurō; ur. 1 maja 1955 w Kushiro na Hokkaido) – japoński astronom amator. W latach 1987–2000 odkrył 671 planetoid (10 samodzielnie oraz 661 wspólnie z innymi astronomami).
W uznaniu jego zasług jedną z planetoid nazwano (4155) Watanabe.

## Lista odkrytych planetoid
| (3867) Shiretoko     | 16 kwietnia 1988  |
| (3915) Fukushima     | 15 sierpnia 1988  |
| (4042) Okhotsk       | 15 stycznia 1989  |
| (4126) Mashu         | 19 stycznia 1988  |
| (4263) Abashiri      | 7 września 1989   |
| (4459) Nusamaibashi  | 30 stycznia 1990  |
| (4460) Bihoro        | 28 lutego 1990    |
| (4491) Otaru         | 7 września 1988   |
| (4497) Taguchi       | 4 stycznia 1989   |
| (4508) Takatsuki     | 27 marca 1990     |
| (4547) Massachusetts | 16 maja 1990      |
| (4557) Mika          | 14 grudnia 1987   |
| (4584) Akan          | 16 marca 1990     |
| (4585) Ainonai       | 16 maja 1990      |
| (4607) Seilandfarm   | 25 listopada 1987 |
| (4613) Mamoru        | 22 lipca 1990     |
| (4641) Ayako         | 30 sierpnia 1990  |
| (4644) Oumu          | 16 września 1990  |
| (4645) Tentaikojo    | 16 września 1990  |
| (4676) Uedaseiji     | 16 września 1990  |
| (4677) Hiroshi       | 26 września 1990  |
| (4712) Iwaizumi      | 25 sierpnia 1989  |
| (4714) Toyohiro      | 29 września 1989  |
| (4718) Araki         | 13 listopada 1990 |
| (4743) Kikuchi       | 16 lutego 1988    |

| (4746) Doi           | 9 października 1989  |
| (4750) Mukai         | 15 grudnia 1990      |
| (4771) Hayashi       | 7 września 1989      |
| (4773) Hayakawa      | 17 listopada 1989    |
| (4795) Kihara        | 7 lutego 1989        |
| (4839) Daisetsuzan   | 25 sierpnia 1989     |
| (4845) Tsubetsu      | 5 marca 1991         |
| (4905) Hiromi        | 15 maja 1991         |
| (4971) Hoshinohiroba | 30 stycznia 1989     |
| (4973) Showa         | 18 marca 1990        |
| (4975) Dohmoto       | 16 września 1990     |
| (4976) Choukyongchol | 9 sierpnia 1991      |
| (5059) Saroma        | 11 stycznia 1988     |
| (5064) Tanchozuru    | 16 marca 1990        |
| (5069) Tokeidai      | 16 sierpnia 1991     |
| (5117) Mokotoyama    | 8 kwietnia 1988      |
| (5121) Numazawa      | 15 stycznia 1989     |
| (5174) Okugi         | 16 kwietnia 1988     |
| (5180) Ohno          | 6 kwietnia 1989      |
| (5187) Domon         | 15 października 1990 |
| (5192) Yabuki        | 4 lutego 1991        |
| (5213) Takahashi     | 18 marca 1990        |
| (5214) Oozora        | 13 listopada 1990    |
| (5215) Tsurui        | 9 stycznia 1991      |
| (5291) Yuuko         | 20 grudnia 1990      |

| (5293) Bentengahama    | 23 stycznia 1991     |
| (5294) Onnetoh         | 3 lutego 1991        |
| (5331) Erimomisaki     | 27 stycznia 1990     |
| (5356) Neagari         | 21 marca 1991        |
| (5357) Sekiguchi       | 2 marca 1992         |
| (5372) Bikki           | 29 listopada 1987    |
| (5374) Hokutosei       | 4 stycznia 1989      |
| (5404) Uemura          | 15 marca 1991        |
| (5474) Gingasen        | 3 grudnia 1988       |
| (5481) Kiuchi          | 15 lutego 1990       |
| (5557) Chimikeppuko    | 7 lutego 1989        |
| (5580) Sharidake       | 10 września 1988     |
| (5603) Rausudake       | 5 lutego 1992        |
| (5631) Sekihokutouge   | 20 marca 1993        |
| (5648) Axius           | 11 listopada 1990    |
| (5679) Akkado          | 2 listopada 1989     |
| (5686) Chiyonoura      | 20 grudnia 1990      |
| (5692) Shirao          | 23 marca 1992        |
| (5734) Noguchi         | 15 stycznia 1989     |
| (5750) Kandatai        | 11 kwietnia 1991     |
| (5753) Yoshidatadahiko | 4 marca 1992         |
| (5847) Wakiya          | 18 grudnia 1989      |
| (5848) Harutoriko      | 30 stycznia 1990     |
| (5850) Masaharu        | 8 grudnia 1990       |
| (5868) Ohta            | 13 października 1988 |

| (5875) Kuga          | 5 grudnia 1989       |
| (5970) Ohdohrikouen  | 13 maja 1991         |
| (5975) Otakemayumi   | 21 września 1992     |
| (5978) Kaminokuni    | 16 listopada 1992    |
| (6020) Miyamoto      | 30 września 1991     |
| (6022) Jyuro         | 26 października 1992 |
| (6023) Tsuyashima    | 26 października 1992 |
| (6049) Toda          | 2 listopada 1991     |
| (6052) Junichi       | 9 lutego 1992        |
| (6091) Mitsuru       | 28 lutego 1990       |
| (6093) Makoto        | 30 sierpnia 1990     |
| (6097) Koishikawa    | 29 października 1991 |
| (6098) Mutojunkyu    | 31 października 1991 |
| (6104) Takao         | 16 kwietnia 1993     |
| (6140) Kubokawa      | 6 stycznia 1992      |
| (6144) Kondojiro     | 14 marca 1994        |
| (6193) Manabe        | 18 sierpnia 1990     |
| (6195) Nukariya      | 13 listopada 1990    |
| (6200) Hachinohe     | 16 kwietnia 1993     |
| (6201) Ichiroshimizu | 16 kwietnia 1993     |
| (6208) Wakata        | 3 grudnia 1988       |
| (6210) Hyunseop      | 14 stycznia 1991     |
| (6246) Komurotoru    | 13 listopada 1990    |
| (6247) Amanogawa     | 21 listopada 1990    |
| (6274) Taizaburo     | 23 marca 1992        |

| (6323) Karoji      | 14 lutego 1991       |
| (6330) Koen        | 23 marca 1992        |
| (6337) Shiota      | 26 października 1992 |
| (6338) Isaosato    | 26 października 1992 |
| (6340) Kathmandu   | 15 października 1993 |
| (6345) Hideo       | 5 stycznia 1994      |
| (6381) Toyama      | 21 lutego 1988       |
| (6389) Ogawa       | 21 stycznia 1990     |
| (6390) Hirabayashi | 26 stycznia 1990     |
| (6408) Saijo       | 28 października 1992 |
| (6412) Kaifu       | 15 października 1993 |
| (6413) Iye         | 15 października 1993 |
| (6424) Ando        | 14 marca 1994        |
| (6459) Hidesan     | 28 października 1992 |
| (6463) Isoda       | 13 stycznia 1994     |
| (6496) Kazuko      | 19 października 1992 |
| (6498) Ko          | 26 października 1992 |
| (6500) Kodaira     | 15 marca 1993        |
| (6526) Matogawa    | 1 października 1992  |
| (6558) Norizuki    | 14 kwietnia 1991     |
| (6562) Takoyaki    | 9 listopada 1991     |
| (6565) Reiji       | 23 marca 1992        |
| (6567) Shigemasa   | 16 listopada 1992    |
| (6570) Tomohiro    | 6 maja 1994          |
| (6599) Tsuko       | 8 sierpnia 1988      |

| (6607) Matsushima | 29 października 1991 |
| (6637) Inoue      | 3 grudnia 1988       |
| (6644) Jugaku     | 5 stycznia 1991      |
| (6650) Morimoto   | 7 września 1991      |
| (6656) Yokota     | 23 marca 1992        |
| (6658) Akiraabe   | 18 listopada 1992    |
| (6669) Obi        | 5 maja 1994          |
| (6707) Shigeru    | 13 listopada 1988    |
| (6722) Bunichi    | 23 stycznia 1991     |
| (6737) Okabayashi | 15 marca 1993        |
| (6738) Tanabe     | 20 marca 1993        |
| (6741) Liyuan     | 31 marca 1994        |
| (6742) Biandepei  | 8 kwietnia 1994      |
| (6743) Liu        | 8 kwietnia 1994      |
| (6744) Komoda     | 6 maja 1994          |
| (6745) Nishiyama  | 7 maja 1994          |
| (6778) Tosamakoto | 4 października 1989  |
| (6832) Kawabata   | 23 marca 1992        |
| (6867) Kuwano     | 28 marca 1992        |
| (6869) Funada     | 2 maja 1992          |
| (6873) Tasaka     | 21 kwietnia 1993     |
| (6878) Isamu      | 2 października 1994  |
| (6905) Miyazaki   | 15 października 1990 |
| (6908) Kunimoto   | 24 listopada 1990    |
| (6913) Yukawa     | 31 października 1991 |

| (6919) Tomonaga     | 16 kwietnia 1993     |
| (6920) Esaki        | 14 maja 1993         |
| (6924) Fukui        | 8 października 1993  |
| (6927) Tonegawa     | 2 października 1994  |
| (6931) Kenzaburo    | 4 listopada 1994     |
| (6964) Kunihiko     | 15 października 1990 |
| (6978) Hironaka     | 12 września 1993     |
| (6979) Shigefumi    | 12 września 1993     |
| (6980) Kyusakamoto  | 16 września 1993     |
| (7035) Gomi         | 28 stycznia 1995     |
| (7122) Iwasaki      | 12 marca 1989        |
| (7128) Misawa       | 30 września 1991     |
| (7133) Kasahara     | 15 października 1993 |
| (7176) Kuniji       | 23 września 1992     |
| (7186) Tomioka      | 26 grudnia 1991      |
| (7188) Yoshii       | 23 września 1992     |
| (7189) Kuniko       | 28 września 1992     |
| (7192) Cieletespace | 12 września 1993     |
| (7193) Yamaoka      | 19 września 1993     |
| (7241) Kuroda       | 11 listopada 1990    |
| (7242) Okyudo       | 11 listopada 1990    |
| (7250) Kinoshita    | 23 września 1992     |
| (7251) Kuwabara     | 30 września 1992     |
| (7254) Kuratani     | 15 października 1993 |
| (7293) Kazuyuki     | 23 marca 1992        |

| (7305) Ossakajusto  | 8 lutego 1994        |
| (7342) Uchinoura    | 23 marca 1992        |
| (7365) Sejong       | 18 sierpnia 1996     |
| (7418) Akasegawa    | 11 marca 1991        |
| (7430) Kogure       | 23 stycznia 1993     |
| (7435) Sagamihara   | 8 lutego 1994        |
| (7436) Kuroiwa      | 8 lutego 1994        |
| (7442) Inouehideo   | 20 września 1995     |
| (7475) Kaizuka      | 28 października 1992 |
| (7483) Sekitakakazu | 1 listopada 1994     |
| (7530) Mizusawa     | 15 kwietnia 1994     |
| (7572) Znokai       | 23 września 1989     |
| (7590) Aterui       | 26 października 1992 |
| (7596) Yumi         | 10 kwietnia 1993     |
| (7664) Namahage     | 2 października 1994  |
| (7674) Kasuga       | 15 listopada 1995    |
| (7766) Jododaira    | 23 stycznia 1991     |
| (7773) Kyokuchiken  | 23 marca 1992        |
| (7774) 1992 UU2     | 19 października 1992 |
| (7826) Kinugasa     | 2 listopada 1991     |
| (7828) Noriyositosi | 28 września 1992     |
| (7842) Ishitsuka    | 1 grudnia 1994       |
| (7890) Yasuofukui   | 2 października 1994  |
| (7954) Kitao        | 19 września 1993     |
| (7965) Katsuhiko    | 17 stycznia 1996     |

| (8011) Saijokeiichi    | 29 listopada 1989    |
| (8036) Maehara         | 26 października 1992 |
| (8040) Utsumikazuhiko  | 16 września 1993     |
| (8087) Kazutaka        | 29 listopada 1989    |
| (8097) Yamanishi       | 12 września 1993     |
| (8098) Miyamotoatsushi | 19 września 1993     |
| (8156) Tsukada         | 13 października 1988 |
| (8159) Fukuoka         | 24 stycznia 1990     |
| (8167) Ishii           | 14 lutego 1991       |
| (8182) Akita           | 1 października 1992  |
| (8194) Satake          | 16 września 1993     |
| (8202) Gooley          | 11 lutego 1994       |
| (8204) Takabatake      | 8 kwietnia 1994      |
| (8231) Tetsujiyamada   | 6 października 1997  |
| (8274) Soejima         | 15 października 1990 |
| (8286) Kouji           | 8 marca 1992         |
| (8294) Takayuki        | 26 października 1992 |
| (8295) Toshifukushima  | 26 października 1992 |
| (8296) Miyama          | 13 stycznia 1993     |
| (8314) Tsuji           | 25 października 1997 |
| (8377) Elmerreese      | 23 września 1992     |
| (8393) Tetsumasakamoto | 15 października 1993 |
| (8406) Iwaokusano      | 20 kwietnia 1995     |
| (8417) Lancetaylor     | 7 listopada 1996     |
| (8493) Yachibozu       | 30 stycznia 1990     |

| (8500) Hori           | 10 października 1990 |
| (8503) Masakatsu      | 21 listopada 1990    |
| (8526) Takeuchiyukou  | 23 września 1992     |
| (8527) Katayama       | 28 września 1992     |
| (8529) Sinzi          | 19 października 1992 |
| (8531) Mineosaito     | 16 listopada 1992    |
| (8546) Kenmotsu       | 13 stycznia 1994     |
| (8548) Sumizihara     | 14 marca 1994        |
| (8553) Bradsmith      | 20 kwietnia 1995     |
| (8560) Tsubaki        | 20 września 1995     |
| (8575) Seishitakeuchi | 7 listopada 1996     |
| (8577) Choseikomori   | 7 listopada 1996     |
| (8660) Sano           | 15 października 1990 |
| (8693) Matsuki        | 16 listopada 1992    |
| (8712) Suzuko         | 2 października 1994  |
| (8713) Azusa          | 26 stycznia 1995     |
| (8728) Mimatsu        | 7 listopada 1996     |
| (8824) Genta          | 18 stycznia 1988     |
| (8874) Showashinzan   | 26 października 1992 |
| (8882) Sakaetamura    | 10 stycznia 1994     |
| (8891) Irokawa        | 1 września 1994      |
| (8895) Nha            | 21 sierpnia 1995     |
| (9067) Katsuno        | 16 kwietnia 1993     |
| (9074) Yosukeyoshida  | 31 marca 1994        |
| (9080) Takayanagi     | 2 października 1994  |

| (9088) Maki           | 20 września 1995     |
| (9090) Chirotenmondai | 28 października 1995 |
| (9206) Yanaikeizo     | 1 września 1994      |
| (9208) Takanotoshi    | 2 października 1994  |
| (9215) Taiyonoto      | 28 października 1995 |
| (9229) Matsuda        | 20 lutego 1996       |
| (9333) Hiraimasa      | 15 października 1990 |
| (9362) Miyajima       | 23 marca 1992        |
| (9375) Omodaka        | 16 kwietnia 1993     |
| (9382) Mihonoseki     | 11 października 1993 |
| (9573) Matsumotomas   | 16 października 1988 |
| (9599) Onotomoko      | 29 października 1991 |
| (9602) Oya            | 31 października 1991 |
| (9632) Sudo           | 15 października 1993 |
| (9642) Takatahiro     | 1 września 1994      |
| (9842) Funakoshi      | 15 stycznia 1989     |
| (9845) Okamuraosamu   | 27 marca 1990        |
| (9851) Sakamoto       | 24 października 1990 |
| (9869) Yadoumaru      | 9 lutego 1992        |
| (9871) Jeon           | 28 lutego 1992       |
| (9967) Awanoyumi      | 31 marca 1992        |
| (9971) Ishihara       | 16 kwietnia 1993     |
| (9975) Takimotokoso   | 12 września 1993     |
| (10092) Sasaki        | 15 listopada 1990    |
| (10117) Tanikawa      | 1 października 1992  |

| (10138) Ohtanihiroshi   | 16 września 1993     |
| (10146) Mukaitadashi    | 8 lutego 1994        |
| (10155) Numaguti        | 4 listopada 1994     |
| (10182) Junkobiwaki     | 20 marca 1996        |
| (10301) Kataoka         | 30 marca 1989        |
| (10304) Iwaki           | 30 września 1989     |
| (10319) Toshiharu       | 11 października 1990 |
| (10322) Mayuminarita    | 11 listopada 1990    |
| (10326) Kuragano        | 21 listopada 1990    |
| (10351) Seiichisato     | 23 września 1992     |
| (10352) Kawamura        | 26 października 1992 |
| (10355) Kojiroharada    | 15 marca 1993        |
| (10366) Shozosato       | 24 listopada 1994    |
| (10546) Nakanomakoto    | 28 marca 1992        |
| (10555) Tagaharue       | 16 kwietnia 1993     |
| (10559) Yukihisa        | 16 września 1993     |
| (10560) Michinari       | 8 października 1993  |
| (10561) Shimizumasahiro | 15 października 1993 |
| (10569) Kinoshitamasao  | 8 kwietnia 1994      |
| (10570) Shibayasuo      | 8 kwietnia 1994      |
| (10608) Mameta          | 7 listopada 1996     |
| (10616) Inouetakeshi    | 25 października 1997 |
| (10760) Ozeki           | 15 października 1990 |
| (10767) Toyomasu        | 22 października 1990 |
| (10802) Masamifuruya    | 28 października 1992 |

| (10805) Iwano          | 18 listopada 1992    |
| (10821) Kimuratakeshi  | 16 września 1993     |
| (10822) Yasunori       | 16 września 1993     |
| (10823) Sakaguchi      | 16 września 1993     |
| (10827) Doikazunori    | 11 października 1993 |
| (10882) Shinonaga      | 3 listopada 1996     |
| (10884) Tsuboimasaki   | 7 listopada 1996     |
| (10885) Horimasato     | 7 listopada 1996     |
| (11072) Hiraoka        | 3 kwietnia 1992      |
| (11074) Kuniwake       | 23 września 1992     |
| (11079) Mitsunori      | 13 stycznia 1993     |
| (11086) Nagatayuji     | 11 października 1993 |
| (11087) Yamasakimakoto | 15 października 1993 |
| (11099) Sonodamasaki   | 20 kwietnia 1995     |
| (11280) Sakurai        | 9 października 1989  |
| (11282) Hanakusa       | 30 października 1989 |
| (11316) Fuchitatsuo    | 5 października 1994  |
| (11323) Nasu           | 21 sierpnia 1995     |
| (11324) Hayamizu       | 30 sierpnia 1995     |
| (11492) Shimose        | 13 listopada 1988    |
| (11494) Hibiki         | 2 listopada 1988     |
| (11495) Fukunaga       | 3 grudnia 1988       |
| (11545) Hashimoto      | 26 października 1992 |
| (11546) Miyoshimachi   | 28 października 1992 |
| (11579) Tsujitsuka     | 6 maja 1994          |

| (11593) Uchikawa       | 20 kwietnia 1995     |
| (11615) Naoya          | 13 stycznia 1996     |
| (11664) Kashiwagi      | 4 kwietnia 1997      |
| (11860) Uedasatoshi    | 16 października 1988 |
| (11873) Kokuseibi      | 30 listopada 1989    |
| (11915) Nishiinoue     | 23 września 1992     |
| (11921) Mitamasahiro   | 26 października 1992 |
| (11928) Akimotohiro    | 23 stycznia 1993     |
| (11929) Uchino         | 23 stycznia 1993     |
| (11933) Himuka         | 15 marca 1993        |
| (11949) Kagayayutaka   | 19 września 1993     |
| (11959) Okunokeno      | 13 kwietnia 1994     |
| (11978) Makotomasako   | 20 września 1995     |
| (11987) Yonematsu      | 15 listopada 1995    |
| (12012) Kitahiroshima  | 7 listopada 1996     |
| (12013) Sibatahosimi   | 7 listopada 1996     |
| (12047) Hideomitani    | 3 kwietnia 1997      |
| (12127) Mamiya         | 9 września 1999      |
| (12262) Nishio         | 21 października 1989 |
| (12278) Kisohinoki     | 21 listopada 1990    |
| (12326) Shirasaki      | 21 września 1992     |
| (12357) Toyako         | 16 września 1993     |
| (12362) Mumuryk        | 15 października 1993 |
| (12383) Eboshi         | 2 października 1994  |
| (12387) Tomokofujiwara | 28 października 1994 |

| (12388) Kikunokai       | 1 listopada 1994     |
| (12391) Ecoadachi       | 26 listopada 1994    |
| (12411) Tannokayo       | 20 września 1995     |
| (12412) Muchisachie     | 20 września 1995     |
| (12415) Wakatatakayo    | 22 września 1995     |
| (12435) Sudachi         | 17 stycznia 1996     |
| (12440) Koshigayaboshi  | 11 lutego 1996       |
| (12734) Haruna          | 29 października 1991 |
| (12746) Yumeginga       | 16 listopada 1992    |
| (12751) Kamihayashi     | 15 marca 1993        |
| (12769) Kandakurenai    | 18 marca 1994        |
| (12771) Kimshin         | 5 kwietnia 1994      |
| (12787) Abetadashi      | 20 września 1995     |
| (12810) Okumiomote      | 17 stycznia 1996     |
| (13039) Awashima        | 27 marca 1990        |
| (13094) Shinshuueda     | 19 października 1992 |
| (13140) Shinchukai      | 4 listopada 1994     |
| (13156) Mannoucyo       | 20 września 1995     |
| (13163) Koyamachuya     | 28 października 1995 |
| (13198) Banpeiyu        | 27 lutego 1997       |
| (13407) 1999 TF4        | 4 października 1999  |
| (13540) Kazukitakahashi | 29 października 1991 |
| (13561) Kudogou         | 23 września 1992     |
| (13564) Kodomomiraikan  | 19 października 1992 |
| (13565) Yotakanashi     | 28 października 1992 |

| (13567) Urabe           | 16 listopada 1992    |
| (13576) Gotoyoshi       | 16 kwietnia 1993     |
| (13577) Ukawa           | 16 kwietnia 1993     |
| (13582) Tominari        | 15 października 1993 |
| (13605) Nakamuraminoru  | 1 września 1994      |
| (13608) Andosatoru      | 2 października 1994  |
| (13627) Yukitamayo      | 15 listopada 1995    |
| (13640) Ohtateruaki     | 12 kwietnia 1996     |
| (13942) Shiratakihime   | 2 listopada 1989     |
| (14004) Chikama         | 19 września 1993     |
| (14006) Sakamotofumio   | 18 września 1993     |
| (14010) Jomonaomori     | 16 października 1993 |
| (14027) 1994 TJ1        | 2 października 1994  |
| (14028) Nakamurahiroshi | 5 października 1994  |
| (14031) Rozyo           | 26 listopada 1994    |
| (14047) Kohichiro       | 18 listopada 1995    |
| (14105) Nakadai         | 6 października 1997  |
| (14401) Reikoyukawa     | 15 grudnia 1990      |
| (14426) Katotsuyoshi    | 29 października 1991 |
| (14436) Morishita       | 23 marca 1992        |
| (14441) Atakanoseki     | 21 września 1992     |
| (14443) Sekinenomatsu   | 1 października 1992  |
| (14445) 1992 UZ3        | 26 października 1992 |
| (14447) Hosakakanai     | 2 listopada 1992     |
| (14449) Myogizinzya     | 16 listopada 1992    |

| (14469) Komatsuataka    | 12 września 1993     |
| (14487) Sakaisakae      | 2 października 1994  |
| (14491) Hitachiomiya    | 4 listopada 1994     |
| (14492) Bistar          | 4 listopada 1994     |
| (14499) Satotoshio      | 15 listopada 1995    |
| (14555) Shinohara       | 1 listopada 1997     |
| (14850) Nagashimacho    | 29 sierpnia 1989     |
| (14853) Shimokawa       | 30 września 1989     |
| (14888) Kanazawashi     | 30 września 1991     |
| (14901) Hidatakayama    | 21 września 1992     |
| (14911) Fukamatsu       | 15 września 1993     |
| (14922) Ohyama          | 2 października 1994  |
| (14925) Naoko           | 4 listopada 1994     |
| (14926) Hoshide         | 4 listopada 1994     |
| (14927) Satoshi         | 1 listopada 1994     |
| (14981) Uenoiwakura     | 6 października 1997  |
| (14998) Ogosemachi      | 1 listopada 1997     |
| (15246) Kumeta          | 2 listopada 1989     |
| (15248) Hidekazu        | 29 listopada 1989    |
| (15250) Nishiyamahiro   | 28 lutego 1990       |
| (15303) Hatoyamamachi   | 19 października 1992 |
| (15316) Okagakimachi    | 20 kwietnia 1993     |
| (15330) 1993 TO         | 8 października 1993  |
| (15351) Yamaguchimamoru | 4 listopada 1994     |
| (15716) Narahara        | 29 listopada 1989    |

| (15718) Imokawa          | 30 stycznia 1990     |
| (15729) Yumikoitahana    | 16 października 1990 |
| (15736) Hamanasu         | 8 grudnia 1990       |
| (15740) Hyakumangoku     | 15 marca 1991        |
| (15763) Nagakubo         | 26 października 1992 |
| (15786) 1993 RS          | 15 września 1993     |
| (15791) 1993 TM1         | 15 października 1993 |
| (15805) Murakamitakehiko | 8 kwietnia 1994      |
| (15806) Kohei            | 15 kwietnia 1994     |
| (15821) Iijimatatsushi   | 2 października 1994  |
| (15843) Comcom           | 20 września 1995     |
| (15856) Yanokoji         | 10 marca 1996        |
| (15857) Touji            | 10 marca 1996        |
| (15910) Shinkamigoto     | 6 października 1997  |
| (15922) Masajisaito      | 1 listopada 1997     |
| (16439) Yamehoshinokawa  | 30 stycznia 1989     |
| (16449) Kigoyama         | 29 września 1989     |
| (16463) Nayoro           | 2 marca 1990         |
| (16466) Piyashiriyama    | 29 marca 1990        |
| (16507) Fuuren           | 24 października 1990 |
| (16525) Shumarinaiko     | 14 lutego 1991       |
| (16528) Terakado         | 2 kwietnia 1991      |
| (16552) Sawamura         | 16 września 1991     |
| (16555) Nagaomasami      | 31 października 1991 |
| (16587) Nagamori         | 21 września 1992     |

| (16594) Sorachi         | 26 października 1992 |
| (16624) Hoshizawa       | 16 kwietnia 1993     |
| (16625) Kunitsugu       | 20 kwietnia 1993     |
| (16644) Otemaedaigaku   | 16 września 1993     |
| (16649) 1993 TY1        | 15 października 1993 |
| (16650) Sakushingakuin  | 11 października 1993 |
| (16671) Tago            | 13 stycznia 1994     |
| (16675) Torii           | 8 lutego 1994        |
| (16680) Minamitanemachi | 14 marca 1994        |
| (16713) Airashi         | 20 września 1995     |
| (16718) Morikawa        | 30 października 1995 |
| (16719) Mizokami        | 28 października 1995 |
| (17462) Takahisa        | 22 października 1990 |
| (17470) Mitsuhashi      | 19 stycznia 1991     |
| (17501) Tetsuro         | 23 marca 1992        |
| (17502) Manabeseiji     | 23 marca 1992        |
| (17516) Kogayukihito    | 28 października 1992 |
| (17520) Hisayukiyoshio  | 23 stycznia 1993     |
| (17544) Kojiroishikawa  | 15 września 1993     |
| (17546) Osadakentaro    | 19 września 1993     |
| (17567) Hoshinoyakata   | 5 kwietnia 1994      |
| (17603) Qoyllurwasi     | 20 września 1995     |
| (17615) Takeomasaru     | 30 października 1995 |
| (17617) Takimotoikuo    | 28 października 1995 |
| (18399) Tentoumushi     | 17 listopada 1992    |

| (18403) Atsuhirotaisei  | 13 stycznia 1993     |
| (18404) Kenichi         | 20 marca 1993        |
| (18418) Ujibe           | 15 października 1993 |
| (18453) Nishiyamayukio  | 2 października 1994  |
| (18467) Nagatatsu       | 22 września 1995     |
| (18472) Hatada          | 12 listopada 1995    |
| (18473) Kikuchijun      | 15 listopada 1995    |
| (18524) Tagatoshihiro   | 6 listopada 1996     |
| (18903) Matsuura        | 10 lipca 2000        |
| (18996) Torasan         | 4 września 2000      |
| (19135) 1988 XQ         | 3 grudnia 1988       |
| (19159) Taenakano       | 10 października 1990 |
| (19160) Chikayoshitomi  | 15 października 1990 |
| (19165) Nariyuki        | 4 lutego 1991        |
| (19228) Uemuraikuo      | 16 września 1993     |
| (19230) Sugazi          | 11 października 1993 |
| (19288) Egami           | 20 marca 1996        |
| (19303) Chinacyo        | 5 października 1996  |
| (19304) 1996 TQ1        | 5 października 1996  |
| (19307) Hanayama        | 14 października 1996 |
| (19313) Shibatakazunari | 6 listopada 1996     |
| (19314) Nakamuratetsu   | 7 listopada 1996     |
| (19315) 1996 VY8        | 7 listopada 1996     |
| (19983) Inagekiyokazu   | 18 lutego 1990       |
| (20019) Yukiotanaka     | 2 listopada 1991     |

| (20038) Arasaki          | 26 października 1992 |
| (20080) Maeharatorakichi | 7 marca 1994         |
| (20096) Shiraishiakihiko | 2 października 1994  |
| (20098) 1994 WC2         | 24 listopada 1994    |
| (20117) 1995 VN1         | 15 listopada 1995    |
| (21015) Shigenari        | 16 października 1988 |
| (21033) Akahirakiyozo    | 21 października 1989 |
| (21035) Iwabu            | 1 stycznia 1990      |
| (21036) Nakamurayoshi    | 30 stycznia 1990     |
| (21117) Tashimaseizo     | 30 września 1992     |
| (21120) 1992 WP          | 16 listopada 1992    |
| (21121) 1992 WV          | 16 listopada 1992    |
| (21161) Yamashitaharuo   | 15 października 1993 |
| (21182) 1994 EC2         | 12 marca 1994        |
| (21187) 1994 FY          | 31 marca 1994        |
| (21188) 1994 GN          | 5 kwietnia 1994      |
| (21237) 1995 WF5         | 18 listopada 1995    |
| (21292) 1996 VQ8         | 7 listopada 1996     |
| (21293) 1996 VS8         | 7 listopada 1996     |
| (21294) 1996 VZ8         | 7 listopada 1996     |
| (22346) 1992 SY12        | 28 września 1992     |
| (22347) 1992 SE13        | 30 września 1992     |
| (22351) 1992 UT2         | 19 października 1992 |
| (22352) 1992 UP3         | 26 października 1992 |
| (22355) Yahabananshozan  | 16 listopada 1992    |

| (22394) 1994 TO   | 2 października 1994  |
| (22395) 1994 TD3  | 2 października 1994  |
| (22397) 1994 VV2  | 4 listopada 1994     |
| (22409) 1995 SU3  | 20 września 1995     |
| (22416) 1995 UC47 | 28 października 1995 |
| (22453) 1996 VC9  | 7 listopada 1996     |
| (22480) 1997 GU3  | 3 kwietnia 1997      |
| (23448) 1988 BG   | 18 stycznia 1988     |
| (23465) 1989 UA1  | 24 października 1989 |
| (23471) 1990 TH3  | 15 października 1990 |
| (23475) 1990 VM2  | 13 listopada 1990    |
| (23495) 1991 UQ1  | 29 października 1991 |
| (23524) 1993 BF3  | 23 stycznia 1993     |
| (23543) 1993 UK   | 16 października 1993 |
| (23562) 1994 TR1  | 2 października 1994  |
| (23662) 1997 ES17 | 3 marca 1997         |
| (23676) 1997 GR25 | 4 kwietnia 1997      |
| (24673) 1989 SB1  | 28 września 1989     |
| (24726) 1991 VY   | 2 listopada 1991     |
| (24753) 1992 UU5  | 28 października 1992 |
| (24757) 1992 VN   | 1 listopada 1992     |
| (24808) 1994 TN1  | 2 października 1994  |
| (24816) 1994 VU6  | 1 listopada 1994     |
| (24825) 1995 QB2  | 21 sierpnia 1995     |
| (24830) 1995 ST3  | 20 września 1995     |

| (24841) 1995 UY8      | 30 października 1995 |
| (24844) 1995 VM1      | 15 listopada 1995    |
| (24911) Kojimashigemi | 27 lutego 1997       |
| (24919) Teruyoshi     | 3 marca 1997         |
| (24960) 1997 TV17     | 6 października 1997  |
| (26104) 1990 VV1      | 11 listopada 1990    |
| (26171) 1996 BY2      | 17 stycznia 1996     |
| (26213) 1997 UV8      | 25 października 1997 |
| (26828) 1989 WZ1      | 29 listopada 1989    |
| (26852) 1992 UK2      | 19 października 1992 |
| (26855) 1992 WN1      | 17 listopada 1992    |
| (26886) 1994 TJ2      | 2 października 1994  |
| (27749) 1991 BJ2      | 23 stycznia 1991     |
| (27787) 1992 UO6      | 28 października 1992 |
| (27809) 1993 HS1      | 20 kwietnia 1993     |
| (27815) 1993 SA1      | 16 września 1993     |
| (27816) 1993 TH2      | 15 października 1993 |
| (27844) 1994 TG1      | 2 października 1994  |
| (27861) 1995 BL4      | 28 stycznia 1995     |
| (27882) 1996 EJ1      | 10 marca 1996        |
| (27887) 1996 GU1      | 12 kwietnia 1996     |
| (27920) 1996 VV8      | 7 listopada 1996     |
| (29144) 1988 FB       | 16 marca 1988        |
| (29159) 1989 GB       | 2 kwietnia 1989      |
| (29167) 1989 WC2      | 29 listopada 1989    |

| (29251) 1992 UH4  | 26 października 1992 |
| (29299) 1993 TW1  | 15 października 1993 |
| (29374) Kazumitsu | 13 kwietnia 1996     |
| (29408) 1996 VJ5  | 3 listopada 1996     |
| (29474) 1997 UT8  | 25 października 1997 |
| (30805) 1989 UO2  | 21 października 1989 |
| (30886) 1992 WJ1  | 17 listopada 1992    |
| (30924) 1993 RC2  | 15 września 1993     |
| (30925) 1993 RD2  | 15 września 1993     |
| (30943) 1994 ED2  | 12 marca 1994        |
| (30944) 1994 GD1  | 8 kwietnia 1994      |
| (32815) 1991 GK1  | 14 kwietnia 1991     |
| (32854) 1992 SC13 | 30 września 1992     |
| (32909) 1994 TS   | 2 października 1994  |
| (32919) 1995 CJ1  | 3 lutego 1995        |
| (33008) 1997 EU17 | 3 marca 1997         |
| (33059) 1997 VS   | 1 listopada 1997     |
| (35141) 1992 SH1  | 23 września 1992     |
| (35143) 1992 UF1  | 19 października 1992 |
| (35169) 1993 SP2  | 19 września 1993     |
| (35170) 1993 TM   | 8 października 1993  |
| (35171) 1993 TF1  | 15 października 1993 |
| (35172) 1993 TA3  | 11 października 1993 |
| (35231) 1995 GH7  | 4 kwietnia 1995      |
| (35298) 1996 VH5  | 3 listopada 1996     |

| (35299) 1996 VK8   | 7 listopada 1996     |
| (35343) 1997 GV36  | 3 kwietnia 1997      |
| (37565) 1988 VL3   | 3 listopada 1988     |
| (37586) 1991 BP2   | 23 stycznia 1991     |
| (37625) 1993 SR1   | 16 września 1993     |
| (37626) 1993 SG2   | 19 września 1993     |
| (37669) 1994 TH1   | 2 października 1994  |
| (37693) 1995 VQ1   | 15 listopada 1995    |
| (37764) 1997 GT3   | 2 kwietnia 1997      |
| (39703) 1996 TD13  | 14 października 1996 |
| (39723) 1996 VJ8   | 7 listopada 1996     |
| (42527) 1994 TO2   | 2 października 1994  |
| (43851) 1993 TL1   | 15 października 1993 |
| (43870) 1994 TX    | 2 października 1994  |
| (43899) 1995 VH1   | 15 listopada 1995    |
| (43926) 1996 EL1   | 10 marca 1996        |
| (46588) 1992 WR    | 16 listopada 1992    |
| (46589) 1992 WU    | 16 listopada 1992    |
| (46590) 1992 WP1   | 17 listopada 1992    |
| (46608) 1993 RA2   | 12 września 1993     |
| (46609) 1993 SQ1   | 16 września 1993     |
| (46610) Bésixdouze | 15 października 1993 |
| (46631) 1994 TQ3   | 5 października 1994  |
| (46634) 1994 VR2   | 1 listopada 1994     |
| (46649) 1995 SN4   | 20 września 1995     |

| (48433) 1989 US1  | 29 października 1989 |
| (48448) 1990 WR2  | 21 listopada 1990    |
| (48590) 1994 TY2  | 2 października 1994  |
| (48591) 1994 TB3  | 2 października 1994  |
| (48635) 1995 SU52 | 20 września 1995     |
| (48680) 1996 BU   | 17 stycznia 1996     |
| (48686) 1996 EM1  | 10 marca 1996        |
| (48739) 1997 EV17 | 3 marca 1997         |
| (48748) 1997 GV3  | 3 kwietnia 1997      |
| (48802) 1997 UU8  | 25 października 1997 |
| (52345) 1993 FG1  | 20 marca 1993        |
| (52382) 1993 HE1  | 16 kwietnia 1993     |
| (52402) 1993 TL   | 8 października 1993  |
| (52443) 1994 TW   | 2 października 1994  |
| (52444) 1994 TQ2  | 2 października 1994  |
| (55791) 1993 SA2  | 19 września 1993     |
| (58181) 1991 CG1  | 7 lutego 1991        |
| (58261) 1993 SD1  | 16 września 1993     |
| (58262) 1993 ST2  | 19 września 1993     |
| (58374) 1995 SF5  | 20 września 1995     |
| (58485) 1996 TH13 | 14 października 1996 |
| (58540) 1997 ET17 | 3 marca 1997         |
| (58541) 1997 EA18 | 3 marca 1997         |
| (58625) 1997 VE2  | 1 listopada 1997     |
| (65776) 1995 SW3  | 20 września 1995     |

| (65786) 1995 UV8   | 28 października 1995 |
| (65791) 1995 UE45  | 28 października 1995 |
| (69270) 1989 BB    | 29 stycznia 1989     |
| (69371) 1994 TA1   | 2 października 1994  |
| (73705) 1991 UR2   | 31 października 1991 |
| (73781) 1994 TW2   | 2 października 1994  |
| (73807) 1995 SZ29  | 22 września 1995     |
| (79249) 1994 TL    | 2 października 1994  |
| (85178) 1990 TQ    | 10 października 1990 |
| (85295) 1994 TY    | 2 października 1994  |
| (90935) 1997 TW17  | 6 października 1997  |
| (96221) 1993 TC2   | 15 października 1993 |
| (100083) 1992 SA13 | 30 września 1992     |
| (100139) 1993 TS   | 11 października 1993 |
| (100272) 1994 VX6  | 1 listopada 1994     |
| (100557) 1997 GW3  | 3 kwietnia 1997      |
| (100637) 1997 VF2  | 1 listopada 1997     |
| (100644) 1997 VV6  | 1 listopada 1997     |
| (120506) 1993 TO1  | 15 października 1993 |
| (129454) 1991 UQ2  | 31 października 1991 |
| (162072) 1997 TT17 | 6 października 1997  |
| 1. 2. 3. 4. 5.     |                      |